# Alfred ze Sareshelu
Alfred ze Sareshelu (latinsky Alfredus Anglicus), který působil v 2. pol. 12. století a na počátku 13. století (bližší data z jeho života nejsou známa), byl anglický překladatel a učenec, který působil ve Španělsku. Přeložil několik spisů z arabštiny, které byly připisovány Aristotelovi. Známější je jako autor vlastního textu De motu cordis.

## Dílo
- De motu cordis (O pohybu srdce) - text zabývající se lékařskou tematikou. Je věnován encyklopedistovi Alexandru Neckamovi. Tomáš Akvinský na tento spis reagoval ve svém krátkém pojednání stejného jména.
- komentář k Aristotelovu dílu Meteorologica

Alfred dále přeložil dva spisy:
- De plantis (O rostlinách) - ve středověku někdy připisováno Aristotelovi. Autorem textu je ale Mikuláš z Damašku.
- De mineralibus (O nerostech) - také někdy připisováno Aristotelovi. Tento spisek je nicméně výtah z Avicenny.[1]